# Меніфі (Арканзас)
Меніфі (англ. Menifee) — місто (англ. town) в США, в окрузі Конвей штату Арканзас. Населення — 274 особи (2020).

## Географія
Меніфі розташоване на висоті 98 метрів над рівнем моря за координатами 35°8′55″ пн. ш. 92°32′47″ зх. д. / 35.14861° пн. ш. 92.54639° зх. д. (35.148476, -92.546475).  За даними Бюро перепису населення США в 2010 році місто мало площу 5,68 км², з яких 5,66 км² — суходіл та 0,02 км² — водойми.

## Демографія
Згідно з переписом 2010 року, у місті мешкали 302 особи в 115 домогосподарствах у складі 85 родин. Густота населення становила 53 особи/км².  Було 135 помешкань (24/км²). 
Расовий склад населення:
| - 83,1 % — чорних або афроамериканців - 7,3 % — білих - 4,3 % — осіб інших рас |

До двох чи більше рас належало 5,3 %. Іспаномовні складали 6,0 % від усіх жителів.
За віковим діапазоном населення розподілялося таким чином: 26,2 % — особи молодші 18 років, 57,9 % — особи у віці 18—64 років, 15,9 % — особи у віці 65 років та старші. Медіана віку мешканця становила 41,0 року. На 100 осіб жіночої статі у місті припадало 88,8 чоловіків;  на 100 жінок у віці від 18 років та старших — 81,3 чоловіків також старших 18 років.
Середній дохід на одне домашнє господарство  становив 55 730 доларів США (медіана — 44 167), а середній дохід на одну сім'ю — 63 274 долари (медіана — 57 708). Медіана доходів становила 44 722 долари для чоловіків та 30 673 долари для жінок. За межею бідності перебувало 15,5 % осіб, у тому числі 12,9 % дітей у віці до 18 років та 5,7 % осіб у віці 65 років та старших.
Цивільне працевлаштоване населення становило 139 осіб. Основні галузі зайнятості: освіта, охорона здоров'я та соціальна допомога — 28,1 %, виробництво — 21,6 %, транспорт — 10,8 %, оптова торгівля — 10,1 %.
За даними перепису населення 2000 року в Меніфі проживало 311 осіб, 83 родини, налічувалося 116 домашніх господарств і 141 житловий будинок. Середня густота населення становила близько 54,6 осіб на один квадратний кілометр. Расовий склад Меніфі за даними перепису розподілився таким чином: 11,90% білих, 84,57% — чорних або афроамериканців, 3,54% — представників змішаних рас. Іспаномовні склали 1,93% від усіх жителів містечка.
З 116 домашніх господарств в 34,5% — виховували дітей віком до 18 років, 44,8% представляли собою подружні пари, які спільно проживали, в 19,0% сімей жінки проживали без чоловіків, 28,4% не мали сімей. 26,7% від загального числа сімей на момент перепису жили самостійно, при цьому 19,0% склали самотні літні люди у віці 65 років та старше. Середній розмір домашнього господарства склав 2,68 особи, а середній розмір родини — 3,20 особи.
Населення містечка за віковим діапазоном за даними перепису 2000 року розподілилося таким чином: 28,9% — жителі молодше 18 років, 9,0% — між 18 і 24 роками, 25,1% — від 25 до 44 років, 19,6% — від 45 до 64 років і 17,4% — у віці 65 років та старше. Середній вік мешканця склав 37 років. На кожні 100 жінок в Меніфі припадало 85,1 чоловіків, у віці від 18 років та старше — 82,6 чоловіків також старше 18 років.
Середній дохід на одне домашнє господарство в містечкі склав 27 500 доларів США, а середній дохід на одну сім'ю — 34 750 доларів. при цьому чоловіки мали середній дохід в 27 500 доларів США на рік проти 20 859 доларів середньорічного доходу у жінок. Дохід на душу населення в містечкі склав 12 624 долари на рік. 8,6% від усього числа сімей в населеному пункті і 10,8% від усієї чисельності населення перебувало на момент перепису населення за межею бідності, при цьому 11,0% з них були молодші 18 років і 14,5% — у віці 65 років та старше.